# Jana Škopková
Jana Škopková (* 18. června 1962) je česká televizní reportérka, redaktorka a manažerka.

## Životopis
Mezi roky 1976 a 1980 vystudovala gymnázium v Pardubicích. Následně, v letech 1981 až 1986, pokračovala na pražské Karlově univerzitě, na níž na Fakultě tělesné výchovy a sportu studovala obor biologie.
Po škole dva roky pracovala na Českém svazu tělesné výchovy, kde se specializovala na lyžařství. Od roku 1988 ale po dobu tří let (až do roku 1991) byla na mateřské dovolené. Následně v letech 1993 až 1997 působila na pozici sportovní redaktorky a zástupkyně šéfredaktora v televizní stanici Premiéra a po jejím přejmenování na Prima TV, k němuž došlo v lednu 1997, i v této televizní společnosti. Během té doby též externě komentovala pořady na stanici Eurosport.
Od roku 1997 byla rok tiskovou mluvčí fotbalového klubu SK Slavia Praha. Poté (roku 1998) nastoupila do České televize, kde reportážně a dramaturgicky připravovala publicistické pořady. Počínaje rokem 2004 pět let (do roku 2009) působila v obdobné redakci na privátní TV Nova. Připravovala tu například pořad Na vlastní oči. Od roku 2010 působí na pozici šéfdramaturgyně Centra publicistiky a dokumentaristiky a vzdělávání (CPDV) České televize.
V roce 2011 patřila mezi 32 osobností, které kandidovaly na místo ředitele České televize. V klání ovšem neuspěla a instituci místo ní vedl Petr Dvořák. Ve funkčním období od 1. ledna 2013 do 4. dubna 2015 byla členkou Rady Státního fondu kinematografie.